# Gergana
Gergana (bulgarisch: Гергана) ist ein bulgarischer weiblicher Vorname.

## Herkunft und Varianten
Der Name wird vor allem im Bulgarischen verwendet und ist eine weibliche Form von Georg.
Männliche bulgarische Formen sind Georgi, Genko und Geno.
In anderen Sprachen lautet der Name etwa Györgyi (ungarisch), Đurđa (kroatisch), Jiřina (tschechisch), Georgina (deutsch, spanisch, niederländisch), Georgene/Georgia/Georgiana/Georgina (englisch), Georgette/Georgine (französisch), Georgia (griechisch), Györgyi (ungarisch), Giorgia (italienisch), Djuradja/Đurađa (serbisch).

## Bekannte Namensträgerinnen
- Gergana Alexandrowa (* 1991), bulgarische Naturbahnrodlerin
- Gergana Gergova (* 1981), bulgarische Violinistin
- Gergana Kirilowa (* 1972), bulgarische Gewichtheberin
- Gergana Voigt (* 1970), deutsche Filmeditorin